# 東蒲田
東蒲田（ひがしかまた）は、東京都大田区の町名。現行行政地名は東蒲田一丁目及び東蒲田二丁目。住居表示実施済区域。

## 地理
大田区の南東部に位置する。北部は大森中に接する。東部は北糀谷に接する。南部は呑川を境に南蒲田・西糀谷にそれぞれ接する。西部は第一京浜を境に蒲田に接する。主に住宅地として利用される。

## 世帯数と人口
2024年（令和6年）4月1日現在（東京都発表）の世帯数と人口は以下の通りである。
| 丁目         | 世帯数    | 人口    |
| ------------ | --------- | ------- |
| 東蒲田一丁目 | 1,772世帯 | 2,570人 |
| 東蒲田二丁目 | 2,060世帯 | 3,165人 |
| 計           | 3,832世帯 | 5,735人 |

### 人口の変遷
国勢調査による人口の推移。
| 年                 | 人口  |
| ------------------ | ----- |
| 1995年（平成7年）  | 5,499 |
| 2000年（平成12年） | 5,291 |
| 2005年（平成17年） | 5,096 |
| 2010年（平成22年） | 5,259 |
| 2015年（平成27年） | 5,464 |
| 2020年（令和2年）  | 5,732 |

### 世帯数の変遷
国勢調査による世帯数の推移。
| 年                 | 世帯数 |
| ------------------ | ------ |
| 1995年（平成7年）  | 2,478  |
| 2000年（平成12年） | 2,648  |
| 2005年（平成17年） | 2,622  |
| 2010年（平成22年） | 2,916  |
| 2015年（平成27年） | 3,300  |
| 2020年（令和2年）  | 3,622  |

## 学区
区立小・中学校に通う場合、学区は以下の通りとなる（2023年3月時点）。
| 丁目         | 番地 | 小学校             | 中学校             |
| ------------ | ---- | ------------------ | ------------------ |
| 東蒲田一丁目 | 全域 | 大田区立東蒲小学校 | 大田区立東蒲中学校 |
| 東蒲田二丁目 | 全域 | 大田区立東蒲小学校 | 大田区立東蒲中学校 |

## 事業所
2021年（令和3年）現在の経済センサス調査による事業所数と従業員数は以下の通りである。
| 丁目         | 事業所数  | 従業員数 |
| ------------ | --------- | -------- |
| 東蒲田一丁目 | 90事業所  | 542人    |
| 東蒲田二丁目 | 154事業所 | 1,600人  |
| 計           | 244事業所 | 2,142人  |

### 事業者数の変遷
経済センサスによる事業所数の推移。
| 年                 | 事業者数 |
| ------------------ | -------- |
| 2016年（平成28年） | 262      |
| 2021年（令和3年）  | 244      |

### 従業員数の変遷
経済センサスによる従業員数の推移。
| 年                 | 従業員数 |
| ------------------ | -------- |
| 2016年（平成28年） | 1,848    |
| 2021年（令和3年）  | 2,142    |

## 交通
町域内に鉄道駅はないが、地域西部方向にある京急本線梅屋敷駅と京急蒲田駅がそれぞれ利用される。

## 施設
- 大田区立東蒲中学校
- 大田区立東蒲小学校
- 大田区総合体育館
- 大田区立旧呑川緑地（東端の北糀谷との境界部）
- キネマ通り商店街
- 東蒲田二郵便局
- 東蒲田老人いこいの家（ゆうゆうくらぶ東蒲田）
- 東蒲田保育園
- パール幼稚園
- 蒲田図書館

## その他

### 日本郵便
- 郵便番号 : 144-0031[2]（集配局 : 蒲田郵便局[14]）。